# Vanilla wightii
Vanilla wightii là một loài thực vật có hoa trong họ Lan. Loài này được Lindl. ex Wight miêu tả khoa học đầu tiên năm 1845.